# Grande Prêmio de Piriápolis

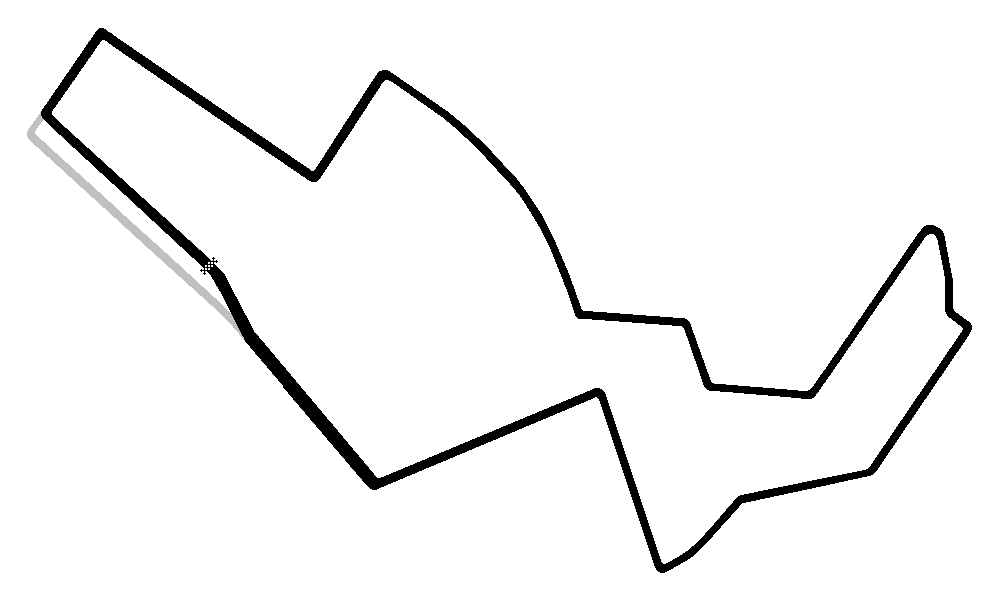
Mapa do circuito de rua de Piriápolis.

O Grande Prêmio de Piriápolis foi um evento de automobilismo realizado na cidade turística de Piriápolis, Uruguai, de 1994 a 2012. A competição foi realizada intermitentemente, geralmente em outubro ou novembro. Além de sediar o Campeonato Nacional de Pista da Associação Uruguaia de Pilotos, esta corrida foi um evento de pontuação na Fórmula 3 Sul-Americana desde sua criação até 2001, e novamente em 2009 e 2010.
O circuito de rua usado para a corrida está localizado na orça e possui 2.500 metros de comprimento; desde 2011, é oficialmente chamado de Circuito Asdrúbal Fontes Bayardo, em homenagem ao piloto fernandino. Devido à ausência de rotas de fuga ao longo de grande parte da pista e suas curvas extremamente fechadas, muitas delas separadas por menos de um quarteirão, é extremamente exigente para pilotos e carros. Por exemplo, a volta mais rápida alcançada pela Fórmula 3 Sul-Americana em 2009 foi de 1:22.545 a uma média de 109 km/h. Em comparação, a Fórmula 3 Euro Series atingiu velocidades médias superiores a 135 km/h em 2005 nos circuitos de rua notoriamente sinuosos de Mônaco e Pau.

## Vencedores

### Monopostos
| Ano  | Data                | Categorias                                     | Categorias          | Categorias           | Categorias           | Fonte                       |
| ---- | ------------------- | ---------------------------------------------- | ------------------- | -------------------- | -------------------- | --------------------------- |
| 1994 | 20 de março         | F3 Sul-Americana                               | Fórmula Vee         | Fórmula 2            | Fórmula 4            | [carece de fontes?]         |
| 1994 | 20 de março         | Gabriel Furlán                                 | ?                   | ?                    | ?                    | [carece de fontes?]         |
| 1994 | 20 de novembro      | Gabriel Furlán                                 | ?                   | ?                    | ?                    | [carece de fontes?]         |
| 1996 | 20 de novembro      | Gabriel Furlán                                 | Daniel de Luca      | Oscar Boné           | Martín Cánepa        | [carece de fontes?]         |
| 1997 | 19 de outubro       | F3 Sul-Americana                               | Fórmula Vee         | Fórmula 2            | Fórmula 4            | [carece de fontes?]         |
| 1997 | 19 de outubro       | Juliano Moro                                   | ?                   | ?                    | ?                    | [carece de fontes?]         |
| 1998 | 26 de outubro       | Jaime Melo Jr.                                 | ?                   | ?                    | ?                    | [ 5 ]                       |
| 1999 | 9 e 10 de outubro   | Jaime Melo Jr. (ambas)                         | -                   | ?                    | ?                    | [ 6 ] [ 7 ]                 |
| 2000 | 7 e 8 de outubro    | Thiago Medeiros (1) João Paulo de Oliveira (2) | -                   | Dante Sánchez        | Juan José Botta      | [ 8 ] [ 9 ]                 |
| 2001 | 7 de outubro        | Thiago Medeiros                                | Federico Lamas      | Diego Inzaurraga     | Ignacio Moreira      | [ 10 ] [ 11 ]               |
| 2002 | 3 de novembro       |                                                | Fórmula Vee         | Fórmula 2000         | Fórmula 2000         | [ 12 ] [ 13 ]               |
| 2002 | 3 de novembro       | -                                              | José Bonín          | Juan José Botta      | Juan José Botta      | [ 12 ] [ 13 ]               |
| 2003 | 4 de maio           | -                                              | Fernando Cabeda     | José Pedro Passadore | José Pedro Passadore | [ 14 ]                      |
| 2006 | 12 de novembro      | -                                              | Jorge Mora          | -                    | -                    | [ 15 ]                      |
| 2007 | 11 de novembro      | F3 Sul-Americana                               | Fórmula Vee         | Fórmula Chevrolet    | Fórmula Chevrolet    | [ 16 ] [ 17 ] [ 18 ] [ 19 ] |
| 2007 | 11 de novembro      | -                                              | Daniel Cabeda       | Gerardo Salaverría   | Gerardo Salaverría   | [ 16 ] [ 17 ] [ 18 ] [ 19 ] |
| 2008 | 9 de novembro       | -                                              | Fernando Cabeda     | Gabriel Cortizo      | Gabriel Cortizo      | [ 20 ]                      |
| 2009 | 3 e 4 de outubro    | Claudio Cantelli (1) Leonardo Cordeiro (2)     | Fernando Cabeda     | Michell Bonnin       | Michell Bonnin       | [ 21 ] [ 22 ]               |
| 2010 | 2 e 3 de outubro    | Yann Cunha (1) Fabián Machado (2)              | Wilmar Barboza      | Nicolás Collazo      | Nicolás Collazo      | [ 23 ] [ 24 ] [ 25 ] [ 26 ] |
| 2011 | 12 e 13 de novembro | -                                              | Fernando Cabeda     | -                    | -                    | [ 27 ]                      |
| 2012 | 11 de novembro      | F3 Sul-Americana                               | Fórmula Vee         | Fórmula 4            | Fórmula 4            |                             |
| 2012 | 11 de novembro      | -                                              | Norberto Verdecchia | Frederick Balbi      | Frederick Balbi      | [ 28 ] [ 29 ]               |

A edição de 1995 estava marcada para 5 de novembro, mas foi cancelada devido a problemas logísticos.

### Turismos
| Ano  | Data                | Categorias                             | Categorias         | Categorias          | Fonte                       |
| ---- | ------------------- | -------------------------------------- | ------------------ | ------------------- | --------------------------- |
| 1994 | 19 de março         | Turismo 1800                           | Turismo 1800       |                     | [carece de fontes?]         |
| 1994 | 19 de março         | Eduardo Berasain                       |                    |                     | [carece de fontes?]         |
| 1994 | 20 de novembro      | ?                                      | ?                  |                     | [carece de fontes?]         |
| 1996 | 20 de novembro      | Alfredo Mariño                         | Alfredo Mariño     |                     | [carece de fontes?]         |
| 1997 | 19 de outubro       | Superturismo                           | Turismo Livre      |                     | [carece de fontes?]         |
| 1997 | 19 de outubro       | ?                                      | -                  |                     | [carece de fontes?]         |
| 1998 | 26 de outubro       | ?                                      | ?                  |                     | [carece de fontes?]         |
| 1999 | 9 e 10 de outubro   | ?                                      | -                  |                     | [carece de fontes?]         |
| 2000 | 8 de outubro        | Marcelo Bresciani                      | Fabrizio Larratea  |                     | [ 30 ]                      |
| 2001 | 7 de outubro        | Daniel Fresnedo                        | Alejandro Bagnasco |                     | [ 10 ]                      |
| 2002 | 2 e 3 de novembro   | Superturismo                           | Turismo Livre      | Superfuscas         | [ 12 ] [ 13 ]               |
| 2002 | 2 e 3 de novembro   | Federico Mattos (1) Diego Martínez (2) | Diego Pessina      | Pascual Picerno     | [ 12 ] [ 13 ]               |
| 2003 | 4 de maio           | Alfredo Mariño                         | Diego Pessina      | Gabriel Cortizo     | [ 14 ]                      |
| 2006 | 12 de novembro      | Jorge Pontet                           | Luis De Luca       | Nicolás Corallo     | [ 15 ]                      |
| 2007 | 11 de novembro      | Daniel Ferra                           | Carlos Espósito    | Diego De María      | [ 16 ] [ 17 ] [ 18 ] [ 19 ] |
| 2008 | 9 de novembro       | Fernando Rama                          | Carlos Espósito    | Diego De María      | [ 20 ]                      |
| 2009 | 3 e 4 de outubro    | Guillermo Laguardia                    | Diego Noceti       | Fernando Etchegorry | [ 31 ] [ 32 ] [ 33 ] [ 34 ] |
| 2010 | 2 e 3 de outubro    | Fernando Rama                          | Fernando Rama      | Gustavo Zucco       | [ 35 ] [ 36 ] [ 37 ]        |
| 2011 | 12 e 13 de novembro | Jorge Pontet                           | Luis de Luca       | Víctor Morales      | [ 38 ] [ 39 ] [ 40 ]        |
| 2012 | 11 de novembro      | Fernando Rama                          | Marcelo Pessina    | Víctor Hugo Morales | [ 28 ] [ 29 ]               |

## Galeria

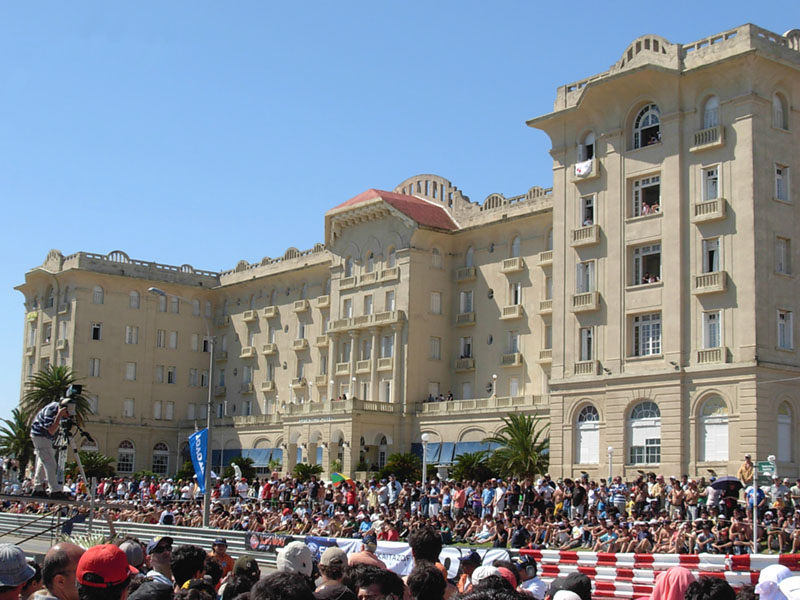
Público em frente ao Argentino Hotel durante o Grande Prêmio de Piriápolis de 2008..
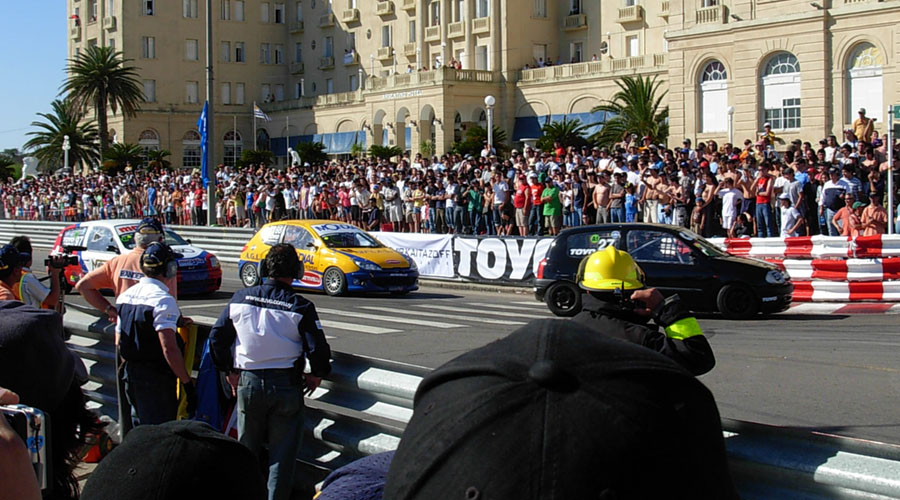
Última corrida do Superturismo no Grande Prêmio de Piriápolis de 2008.
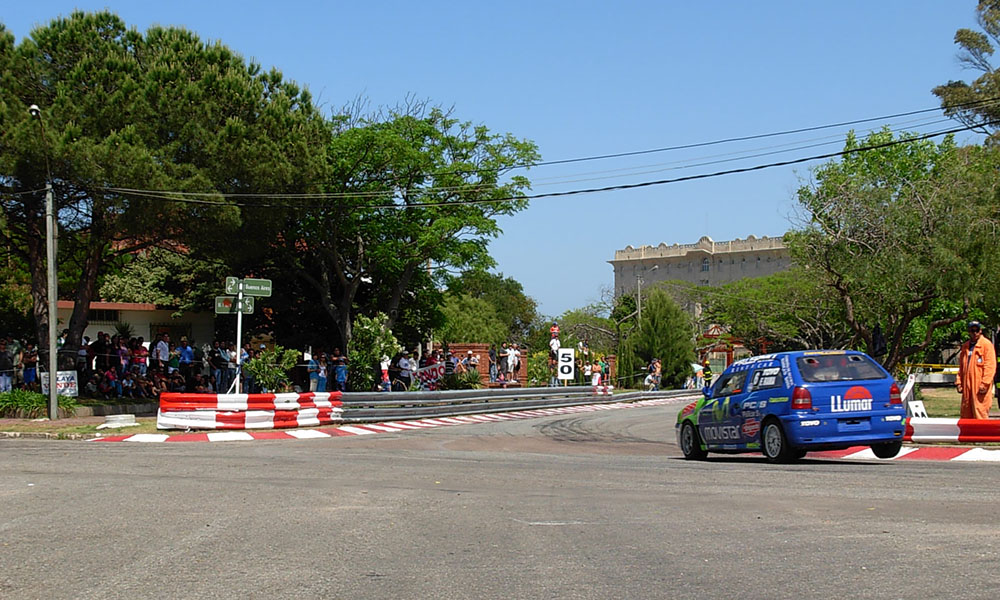
Segunda série do Superturismo no Grande Prêmio de Piriápolis de 2008.
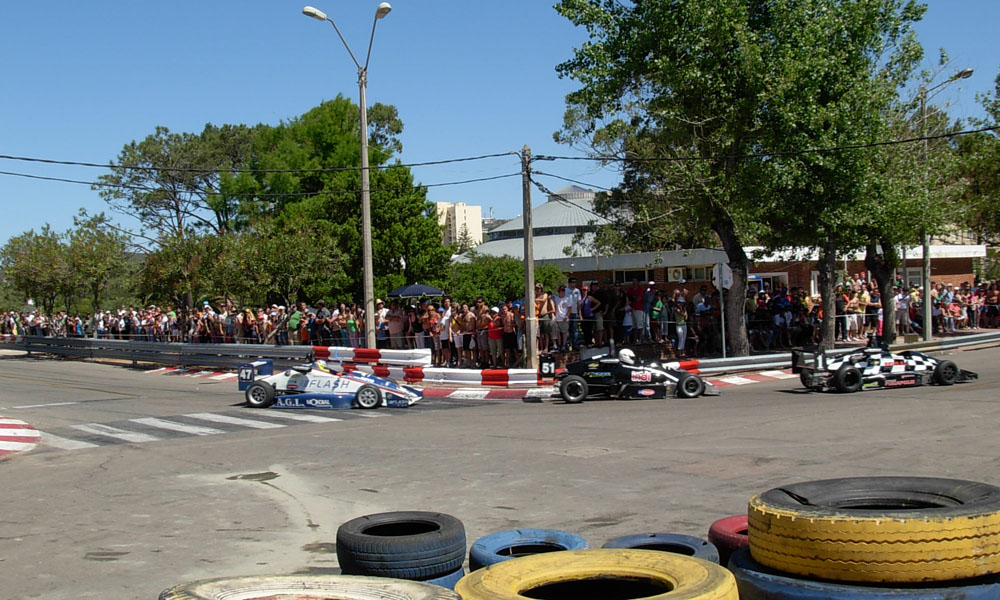
Corrida da Fórmula Chevrolet do Grande Prêmio de Piriápolis de 2008.
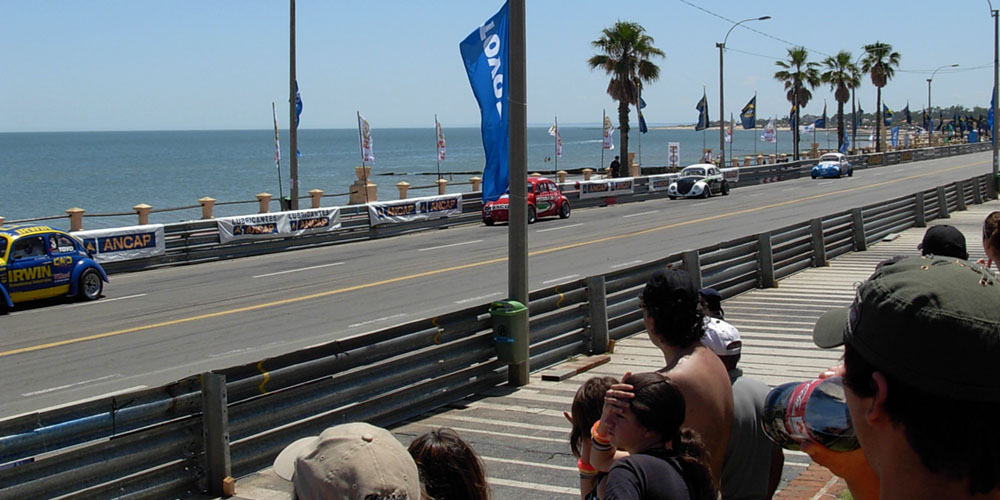
Corrida dos Superfuscas do Grande Prêmio de Piriápolis de 2008.